# La pérdida
"La Pérdida" es el episodio número 84 de la serie televisiva de ciencia ficción estadounidense Star Trek: La Nueva Generación y el décimo episodio de su cuarta temporada . Se emitió por primera vez el 31 de diciembre de 1990.
Ambientada en el siglo XXIV, la serie narra las aventuras de la tripulación de la nave espacial Enterprise-D, perteneciente a la Flota Estelar de la Federación de Planetas Unidos . En este episodio, la USS Enterprise queda atrapada dentro de una zona habitada por formas de vida bidimensionales, mientras que la consejera Troi lucha con una súbita e inesperada pérdida de sus habilidades empáticas.

## Argumento
Mientras navega por el espacio profundo, la Enterprise hace una parada para investigar un extraño fenómeno por el que los sensores de la nave parecen ofrecer lecturas fantasma. Mientras tanto, la consejera de la nave, Deanna Troi, siente un súbito dolor y pierde el conocimiento cuando, de repente, sus habilidades empáticas dejan de funcionar
La tripulación descubre que no pueden proseguir el rumbo, ya que la Enterprise ha quedado atrapada en una zona donde parecen vivir un grupo de formas de vida bidimensionales.
Sin sus poderes, Troi sufre una tremenda sensación de pérdida y atraviesa varias etapas psicológicas clásicas, incluyendo la negación, el miedo y la ira. Finalmente, a pese a las reiteradas muestras de confianza de sus amigos, dimite como consejera de la nave, convencida de que sin sus habilidades empáticas no puede cumplir con sus deberes como terapeuta.
El comandante Data y el comandante Riker determinan que las criaturas bidimensionales se dirigen hacia una cuerda cósmica, arrastrando a la Enterprise en su recorrido y que las nave sería destruida si entra contacto con la cuerda. Convencido de que el trastorno de Troi y la situación de la nave están relacionadas de alguna manera, el Capitán Picard ruega a la consejera que intente comunicarse con las extrañas criaturas.
Tras intentar advertir infructuosamente a las criaturas del peligro que la cuerda cósmica supone para ellas, Troi supone que esos seres son atraídos por la cuerda cósmica de la misma manera que una polilla no puede evitar ser atraída por una llama. Partiendo de esta hipótesis, Data usa el disco del escudo deflector para simular la vibración de una cuerda cósmica, proyectándola en una posición alejada de la popa de la Enterprise. El reclamo provoca que las criaturas inviertan brevemente su curso, rompiendo su inercia el tiempo suficiente para permitir que la Enterprise se libere.
Libre de la influencia de los seres bidimensionales, Troi recupera su capacidad empática. Al hacerlo descubre que su percepción nunca se perdió, sino que había sido cegada por las fuertes emociones de las criaturas bidimensionales. Troi vuelve a su antiguo trabajo con la confianza en sí misma repuesta.

## Producción
Este episodio fue escrito en su mayor parte por Hilary J. Bader. Bader comenzó como guionista en prácticas de la tercera temporada de TNG, y también escribiría para "Página Oscura" y otro episodio, "Culto al Héroe" (3 en total para TNG).
El guion televisivo fue escrito por Hilary J. Bader, Alan J. Alder y Vanessa Greene.

## Recepción
En 2019, FanSided revisó este episodio y señaló que Deanna Troi se queja más que Luke Skywalker cuando no pudo ir a la estación Tosche para recoger convertidores de energía. (haciendo referencia a Star Wars (1977) )
En 2019, <i id="mwPA">ScreenRant lo</i> clasificó como el octavo peor episodio de Star Trek: La Nueva Generación, según las calificaciones de IMDB, que en aquel momento eran de una media de 6 sobre 10.